# ویلی استاله
ویلی استاله (انگلیسی: Willy Stähle; ۱۶ ژوئن ۱۹۵۴ – ۲۷ اوت ۲۰۱۵) اهل هلند بود.